# Bonnaya tenuifolia
Bonnaya tenuifolia är en tvåhjärtbladig växtart som först beskrevs av Colsm., och fick sitt nu gällande namn av Spreng.. Bonnaya tenuifolia ingår i släktet Bonnaya och familjen Linderniaceae. Inga underarter finns listade i Catalogue of Life.